# قناة كيدز ستيشن
كيدز ستيشن (باليابانية: キッズステーション) هي قناة فضائية يابانية تعرض الأنمي ومواد كرتونية تأسست في 1993.

## الملكية
- AK Holdings - 67%
- طوكيو برودكاستنغ سيستم - 16%
- جوبيتر للاتصالات - 15%
- هوريبرو - 2%